# Michèle Agniel
Pour les articles homonymes, voir Agniel et Moët.
Michèle Moët-Agniel, née le 11 juin 1926 à Paris, est une résistante française. Elle commence par transporter et diffuser des tracts, puis fait partie d'un réseau d'évasion, et convoie des aviateurs alliés. Arrêtée, elle est déportée à Ravensbrück. Rescapée des camps, elle devient institutrice, et témoigne à partir de 1980.

## Biographie
Michèle Moët, née en 1926, est la fille d'un ancien combattant de 1914-1918. Celui-ci, néerlandais d'origine, est devenu français par le droit du sol, et très attaché à sa nouvelle patrie,.

### Début de la Seconde Guerre mondiale
Au début de la Seconde Guerre mondiale, les Moët sont en vacances au Fort-Mahon sur la Manche, où ils restent jusqu'en mai 1940. Ils reviennent à Paris à pied. Michèle a quatorze ans lors de l'armistice. Elle prend parti contre l'armistice, comme le reste de sa famille, et tous deviennent partisans du général de Gaulle.

### Premiers actes de résistance
Au lycée Hélène-Boucher de la Porte de Vincennes, qu'elle intègre à la rentrée 1940, elle manifeste son opposition à l'occupant en recouvrant les croix gammées et en inscrivant partout des croix de Lorraine avec le V de la victoire. En novembre 1940, son ancien professeur d'anglais leur envoie par la poste des tracts à recopier et diffuser. Elle fait ensuite les trajets à Versailles pour aller chercher ces tracts. Jeune, elle passe inaperçue, et n'est pas inquiétée.
« Je suis issue d'une famille profondément patriote, qui rejette autant le bolchevisme que le nazisme. Mes parents sont de fervents catholiques mais ils possèdent un esprit très ouvert aux autres et nous fréquentons des amis de toutes les confessions et de toutes les conditions. (...) En novembre 1940, mous avons reçu les premiers tracts qu'il fallait recopier et distribuer. Toute la famille y participe. »

### Filière d'évasion, accompagnement des aviateurs
À leur domicile de Saint-Mandé, ses parents cachent d'abord un prisonnier français évadé. Malade, Michèle Moët est envoyée à Limoges pour sa convalescence ; lorsqu'elle revient, ses parents ont intégré le réseau Bourgogne. Ils cachent des pilotes américains et anglais, et leur procurent des faux papiers. Ces faux papiers sont facilités par la situation du père Gérard Moët, qui travaille à la mairie ; celui-ci n'enregistre pas tous les décès, et conserve les papiers d'identité de certains défunts, ce qui lui permet d'avoir des cartes d'alimentation en surnombre, pour nourrir les clandestins. Ils font partie du réseau Évasion.
Michèle Moët, à dix-sept ans, accompagne en octobre 1943 un membre du réseau en Bretagne. À partir de ce moment, elle devient convoyeuse pour de nombreux aviateurs américains et anglais de la province jusqu'à Paris. Elle les emmène aussi se faire photographier pour les faux papiers ; pour justifier leur silence et leur nombre successif, elle affirme que ce sont des sourds-muets qu'elle emmène dans un centre spécialisé. Ces va-et-vient d'accompagnatrice ne l'empêchent pas de continuer à suivre ses cours au lycée,.

### Arrestation, déportation
Sur dénonciation, la famille Moët est arrêtée le 28 avril 1944 par la Gestapo en tant qu'opposants politiques, sauf le jeune frère de Michèle, âgé de douze ans ; le père a pu être prévenu par un signal, mais ne veut pas les abandonner. Deux Anglais sont capturés en même temps qu'eux, et tout le matériel est saisi. « (...) Nous avons été arrêtés le 28 mars 1945. Mon jeune frère qui avait douze ans et demi ne fut pas arrêté et malgré son jeune âge réussit à prévenir le réseau ». Les Moët sont d'abord emmenés à Nogent-sur-Marne, à la Kommandantur ; ils sont ensuite internés à Fresnes.
Ils échappent à la torture, mais sont déportés dans le dernier train par le « convoi des 57000 », qui part de Paris (gare de Pantin) le 15 août 1944, peu avant la libération de Paris. Le père meurt à Buchenwald en mars 1945. Michèle et sa mère sont internées au camp de femmes de Ravensbrück, puis au Stalag IV-D de Torgau. Le 15 octobre 1944, elles sont déplacées au Stalag I-A de Königsberg-sur-Oder (actuel Chojna en Pologne). À sa fermeture en février 1945, elles parviennent à se cacher dans une infirmerie, malades, pour échapper à la marche de la mort. Elles sont libérées par l'Armée rouge le 5 février 1945, et rapatriées à Paris le 21 juin 1945. Michèle Moët a 19 ans.

### Après-guerre
Michèle Moët reçoit plusieurs distinctions, françaises, britannique et américaines dont la médaille de la Résistance, le grade d'officier de la Légion d’honneur, la croix de guerre 1939-1945 et la croix du combattant volontaire.
Elle reprend ses études et devient institutrice. Elle épouse Claude Agniel en 1947. Elle est présentée à la princesse Élisabeth et au prince Philippe lors de leur visite officielle à Paris en 1948. Elle est aussi remerciée par le sénateur américain Johnny Isakson pour son travail auprès d'aviateurs américains.
À partir des années 1980 et de l'émergence du négationnisme, Michèle Agniel se met à témoigner après 40 ans de silence. Elle intervient dans les écoles, collèges et lycées. Il s'agit d'un des seuls témoignages disponibles sur le camp de Königsberg, en raison du faible nombre de survivants.

## Distinctions
Elle est reconnue « Déporté résistant ».
- Commandeur de la Légion d'honneur (décret du 10 novembre 2023)[13]
- Croix de guerre 1939–1945
- Médaille de la Résistance française (décret du 24 avril 1946)[14],[15]
- Croix du combattant volontaire de la Résistance
- Médaille de la déportation pour faits de Résistance de par son statut de « déporté résistant »[12].

## Hommages
Son récit est publié dans l'ouvrage Nous étions résistantes de Sophie Carquain, publié en 2020. Elle est également l'objet d'une biographie-fiction The girl in blue béret (2011) de l'américaine Bobbie Ann Maeson. En 2002, elle participe à la série documentaire Femmes de l'ombre.
Une rue porte le nom de Michèle Moët-Agniel, à Migné-Auxances, dans la Vienne.
Une plaque commémorative de la famille Moët est visible au 22, rue Sacrot, à Saint-Mandé : « Après avoir accueilli ici de nombreux aviateurs alliés en 1943 et 1944, la famille Moët a été arrêtée par la milice et remise à la Gestapo le 28 avril 1944, puis déportée… ».